# Centro Sportivo Borgomanero 2001-2002
Il Centro Sportivo Borgomanero 2001-2002, sponsorizzato Cimberio, ha preso parte al campionato professionistico italiano di Legadue.

Ha disputato le proprie partite interne a Novara, presso il PalaDalLago. A fine stagione la sede del club venne spostata proprio a Novara.

## Risultati
- Legadue:
  - stagione regolare: 4º posto su 14 squadre (20-16);
  - playoff: eliminazione ai quarti di finale contro Scafati (0-3).

## Roster
| Giocatori |
| --------- |

|    | Naz.                                     | Ruolo | Sportivo         | Anno | Alt. | Peso |  |
| -- | ---------------------------------------- | ----- | ---------------- | ---- | ---- | ---- |  |
| 5  | Stati Uniti (bandiera)                   | C     | Damon Thornton   | 1977 | 205  | 110  |  |
| 6  | Italia (bandiera)                        | G     | Silvio Ferrarese | 1968 | 183  | 80   |  |
| 7  | Stati Uniti (bandiera)                   | A     | Marc Salyers     | 1979 | 204  | 105  |  |
| 8  | Argentina (bandiera) · Italia (bandiera) | AC    | Ariel Aimaretti  | 1974 | 207  | 107  |  |
| 9  | Italia (bandiera)                        | G     | Federico Ferrari | 1975 | 197  | 93   |  |
| 10 | Italia (bandiera)                        | GA    | Marco Allegretti | 1981 | 199  | 95   |  |
| 11 | Italia (bandiera)                        | G     | Maurizio Giadini | 1976 | 200  | 95   |  |
| 12 | Italia (bandiera)                        | G     | Stefano Montani  | 1983 | 190  | 85   |  |
| 13 | Italia (bandiera)                        | G     | Stefano Maioni   | 1983 | 180  | 80   |  |
| 14 | Italia (bandiera)                        | P     | Marco Rossi      | 1981 | 183  | 80   |  |
| 15 | Stati Uniti (bandiera)                   | P     | Horace Jenkins   | 1974 | 185  | 78   |  |

| Staff tecnico               |
| --------------------------- |
| Allenatore: Federico Danna  |
| Assistente: Enrico Marietta |

| Giocatori acquisiti a stagione in corso |
| --------------------------------------- |

|    | Naz.                   | Ruolo | Sportivo                     | Anno | Alt. | Peso |  |
| -- | ---------------------- | ----- | ---------------------------- | ---- | ---- | ---- |  |
| 19 | Stati Uniti (bandiera) | C     | Dan McClintock dal 6 gennaio | 1977 | 213  | 122  |  |

Legaduebasket: Dettaglio statistico